# Ectropothecium goliathense
Ectropothecium goliathense är en bladmossart som beskrevs av Fleischer 1914. Ectropothecium goliathense ingår i släktet Ectropothecium och familjen Hypnaceae. Inga underarter finns listade i Catalogue of Life.